# Спаси меня (телесериал)
«Спаси́ меня́» (англ. Rescue Me) — американский драматический сериал с элементами комедии. Шоу выходило на канале FX с 21 июля 2004 по 7 сентября 2011 года. В центре сюжета — профессиональная и личная жизнь бригады пожарных города Нью-Йорка, подразделений «Ladder 62» / «Engine 99».
Авторы сериала — Дэнис Лири и Питер Толан. Последний также занимал должность исполнительного продюсера и ведущего сценариста. Производством сериала занимались компании Cloudland Company, Apostle, DreamWorks Television и Sony Pictures Television.
В России сериал транслировался на телеканалах СТС и Домашний.

## Сюжет
Главный герой — заслуженный пожарный Томми Гэвин (Дэнис Лири) вместе со своей семьёй и коллегами пытается пережить последствия трагедии 11 сентября, когда погибли их друзья-пожарные, среди которых — двоюродный брат Томми, Джимми Киф. Гэвин видит души только что умерших людей и постоянно посещается призраками своих родственников. Кроме того, Томми — человек со сложным характером, язвительный, любящий манипулировать людьми, а также завязавший алкоголик. Несмотря на его многогранность в отношениях с людьми, многие его родственники и друзья считают Томми эгоистом. Основной сюжет каждой коллизии серий с участием Томми или его друзей пожарных — презрение и эгоистические выходки родных и любимых, к людям, постоянно рискующими своими жизнями. Не отстают и жители города, пожарных то хвалят, то преследуют в суде за спасение собственных жизней, то обкрадывают до нитки, похищают детей.

## В ролях

### Основной состав
- Дэнис Лири — Старший пожарный Томми Гэвин
- Джон Скурти — Лейтенант Кеннет «Лу» Ши
- Дэниэл Санжата — Пожарный/лейтенант Франко Ривера
- Стивен Паскуале — Пожарный Шон Гэррити
- Майк Ломбарди — Пожарный Майк Силлетти
- Андреа Рот — Джанет Гэвин
- Кэлли Торн — Шейла Киф
- Джек Макги — Шеф пожарных Джерри Райлли (сезоны 1-4)
- Дайан Фарр — Пожарный Лора Майлз (сезоны 1-2)
- Татум О’Нил — Мэгги Гэвин Гэррити (сезоны 2-7)
- Дин Уинтерс — Джонни Гэвин
- Адам Феррара — Шеф пожарных Уильям «Нидлз» Нельсон (сезоны 3-7)
- Лоренц Тейт — Пожарный Барт «Чёрный Шон» Джонстон (сезоны 4-7)

### Второстепенные персонажи
- Натали Дистлер — Коллин Гэвин
- Оливия Крочиккия — Кэти Гэвин
- Джеймс МакКаффри — Старший пожарный Джимми Киф
- Роберт Джон Берк — Мики Гэвин
- Ленни Кларк — Тэдди Гэвин
- Майкл Малэрин — Рон Перолли
- Джерри Эдлер — Сидни Файнберг
- Чарльз Дёрнинг — Коннор Гэвин
- Терри Серпицо — Эдди Гэвин
- Пэтти Д’Арбанвилль — Элли
- Мора Тирни — Келли МакФи

### Приглашённые звёзды
- Арти Лэнг
- Сьюзан Сарандон
- Майкл Джей Фокс
- Дэсмонд Харрингтон
- Мариса Томей
- Джина Гершон
- Питер Галлахер
- Дженнифер Эспозито

## Музыка
В открывающих титрах сериала звучит короткая версия песни «C’mon C’mon» в исполнении группы The Von Bondies. Песню вместе со многими другими композициями выбрал сын Дэниса Лири. Инструментальную музыку и тему заключительных титров написал композитор Кристофер Тинг, работавший с Лири над шоу «The Job». Большинство эпизодов заканчивается сменяющимися под музыку сценами. Официальный саундтрек поступил в продажу 30 мая 2006 года.
Песни группы Майка Ломбарди — «Apache Stone» — несколько раз звучали в сериале, хотя сами исполнители в шоу не появлялись.

## Выход на DVD
Компания «Sony Pictures Home Entertainment» занимается выпуском сериала в 1, 2 и 4 регионах. Все 7 сезонов вышли в первом регионе на DVD, сезоны 1-3 во втором и четвёртом регионах. Сезон 3 также выпускался на Blu-ray.
| Название                            | Премьера  | Кол-во эпизодов | Выход на DVD     | Выход на DVD    | Выход на DVD     | Выход на Blu-ray |
| Название                            | Премьера  | Кол-во эпизодов | Регион 1         | Регион 2        | Регион 4         | Выход на Blu-ray |
| The Complete First Season           | 2004      | 13              | 7 июня 2005      | 20 февраля 2006 | 8 февраля 2006   | не запланирован  |
| The Complete Second Season          | 2005      | 13              | 9 мая 2006       | 29 января 2007  | 27 сентября 2006 | не запланирован  |
| The Complete Third Season           | 2006      | 13              | 5 июня 2007      | 8 июня 2009     | 11 марта 2009    | 5 июня 2007      |
| The Complete Fourth Season          | 2007      | 13              | 3 июня 2008      | TBA             | август 2010      | TBA              |
| Season 5, Volume 1                  | 2009      | 11              | 1 сентября 2009  | TBA             | TBA              | TBA              |
| Season 5, Volume 2                  | 2009      | 11              | 8 декабря 2009   | TBA             | TBA              | TBA              |
| The Complete Fifth Season           | 2009      | 22              | 1 июня 2010      | TBA             | TBA              | TBA              |
| The Sixth Season & The Final Season | 2010/2011 | 19              | 13 сентября 2011 | TBA             | TBA              | TBA              |